# Afghanische Cricket-Nationalmannschaft in Indien in der Saison 2023/24
Die Tour der afghanischen Cricket-Nationalmannschaft nach Indien in der Saison 2023/24 fand vom 11. bis zum 17. Januar 2024. Die internationale Cricket-Tour war Bestandteil der internationalen Cricket-Saison 2023/24 und umfasste drei Twenty20s. Indien gewann die Serie mit 3–0.

## Vorgeschichte
Indien bestritt zuvor eine Tour in Südafrika, Afghanistan gegen den Vereinigten Arabischen Emiraten. Das letzte Aufeinandertreffen der beiden Mannschaften bei einer Tour fand in der Saison 2018 in Indien statt.

## Stadien
Die folgenden Stadien wurden für die Tour als Austragungsorte vorgesehen.
| Stadion                       | Stadt     | Kapazität | Spiele |
| ----------------------------- | --------- | --------- | ------ |
| M. Chinnaswamy Stadium        | Bengaluru | 42.000    | 3. T20 |
| Holkar Stadium                | Indore    | 30.000    | 2. T20 |
| Inderjit Singh Bindra Stadium | Mohali    | 35.000    | 1. T20 |

## Kaderlisten
Afghanistan benannte seinen Kader am 6. Januar 2024.
Indien benannte seinen Kader am 7. Januar 2024.
| Twenty20 | Twenty20 |
| Indien | Afghanistan |
| --- | --- |
| - Rohit Sharma (K) - Ravi Bishnoi - Shivam Dube - Shubman Gill - Yashasvi Jaiswal - Avesh Khan - Virat Kohli - Mukesh Kumar - Axar Patel - Sanju Samson (wk) - Jitesh Sharma (wk) - Arshdeep Singh - Rinku Singh - Washington Sundar - Tilak Varma - Kuldeep Yadav | - Ibrahim Zadran (K) - Fareed Ahmad - Noor Ahmad - Qais Ahmad - Ikram Alikhil (wk) - Sharafuddin Ashraf - Fazalhaq Farooqi - Rahmanullah Gurbaz (wk) - Naveen-ul-Haq - Karim Janat - Rashid Khan - Gulbadin Naib - Mohammad Nabi - Azmatullah Omarzai - Mujeeb Ur Rahman - Mohammad Saleem - Rahmat Shah - Najibullah Zadran - Hazratullah Zazai |

## Twenty20 Internationals

### Erstes Twenty20 in Mohali
| 11. Januar Scorecard | Mohali | Afghanistan 158-5 (20)       | – | Indien 159-4 (17.3) |
|                      |        | Indien gewinnt mit 6 Wickets |   |                     |

Indien gewann den Münzwurf und entschied sich als Feldmannschaft zu beginnen. Als Spieler des Spiels wurde Shivam Dube ausgezeichnet.

### Zweites Twenty20 in Indore
| 14. Januar Scorecard | Indore | Afghanistan 172 (20)         | – | Indien 173-4 (15.4) |
|                      |        | Indien gewinnt mit 6 Wickets |   |                     |

Indien gewann den Münzwurf und entschied sich als Feldmannschaft zu beginnen. Als Spieler des Spiels wurde Axar Patel ausgezeichnet.

### Drittes Twenty20 in Bengaluru
| 17. Januar Scorecard | Bengaluru | Indien 212-4 (20) / 16-0 (1) / 11-2 (0.5) | – | Afghanistan 212-6 (20) / 16-1 (1) / 1-2 (0.3) |
|                      |           | Indien gewinnt durch Super-Over           |   |                                               |

Indien gewann den Münzwurf und entschied sich als Schlagmannschaft zu beginnen. Als Spieler des Spiels wurde Rohit Sharma ausgezeichnet.

## Auszeichnungen

### Player of the Series
Als Player of the Series wurden der folgende Spieler ausgezeichnet.
| Serie    | Player of the Series |
| -------- | -------------------- |
| Twenty20 | Shivam Dube          |

### Player of the Match
Als Player of the Match wurden die folgenden Spieler ausgezeichnet.
| Spiel       | Player of the Match |
| ----------- | ------------------- |
| 1. Twenty20 | Shivam Dube         |
| 2. Twenty20 | Axar Patel          |
| 3. Twenty20 | Rohit Sharma        |